# Benedikt Gottlieb Clauswitz
Benedikt Gottlieb Clauswitz (* 12. Juli 1692 in Großwiederitzsch; † 7. Mai 1749 in Halle (Saale)) war ein deutscher lutherischer Theologe und Geistlicher. Er lehrte an der Universität Halle.

## Leben
Der Sohn des Leipziger Predigers M. Johann Karl Clauswitz und der Johanna Elisabeth, Tochter des Predigers Augustin Mirus, erhielt bis 1703 Unterricht von seinem Vater, anschließend an der Nikolaischule. Dort erlernte er die lateinische, die griechische und die hebräische Sprache. 1708 begann er ein Studium der Theologie und der Philosophie an der Universität Leipzig, wo er Chaldäisch, Syrisch und die orientalische Literatur erlernte, daneben auch Französisch und Italienisch.
1711 verteidigte Clauswitz seine Dissertation und wurde zum Magister ernannt. Außerdem durfte er seither Vorlesungen über Griechisch und Hebräisch halten. 1718 erhielt er den theologischen Baccalaureusgrad. Darauf wurde er Sonnabendprediger der Thomaskirche.
Nach dem Tode seines Vaters am 13. November 1721 erhielt Clauswitz 1723 die Pfarrstelle in seiner Heimatstadt. 1732 wechselte er als Archidiakon an die Merseburger St.-Maximi-Kirche.
Die Universität Halle ernannte Clauswitz 1738 zum ordentlichen Professor an der Theologischen Fakultät. Im nächsten Jahr am 16. März erhielt er dort die Doktorwürde. Seither las er die Theologie und predigte in der Schulkirche.
Seinem Professoramt kam er mit Beifall bis zu seinem Tode nach. Er verstarb 1749 im Alter von 56 Jahren. Clauswitz besaß, wie man sagte, gute Kenntnisse von Sprachen und der theologischen Disziplinen und sei ein liebenswürdiger Mensch gewesen.

## Familie
Clauswitz war in erster Ehe mit Christiane Maria Thieme, Tochter des Colbitzer Superintendenten M. Clemens Thieme, verheiratet. Diese starb 1737. Da sie ihm aber acht Söhne sowie eine Tochter geboren hatte, heiratete er im nächsten Jahr die Tochter eines Merseburger Amtsactuarius, Juliane Friederike Kirsten, die ihm weitere vier Kinder gebar.
Von Clauswitz’ Söhnen sind folgende zwei bekannt:
- Carl Christian Clauswitz (1734–1795), Hofmeister
- Friedrich Gabriel Clauswitz (1740–1802), Leutnant im Siebenjährigen Krieg, verheiratet mit Friederike Charlotte Dorothea (1746–1811), Sohn ist der preußische General Carl von Clausewitz

Die Witwe Juliane Friederike Kirsten heiratet später den damaligen Major Gustav Detlef von Hundt einen Bruder des späteren Generals Johann Christian von Hundt.

## Werke
- Diss. de Epicteti […] in iis, quae ad Deum pertinent (Leipzig, 1711)
- Observationes theologicae et philologicae ad Matth. 20, 42. 43 (Leipzig, 1712)
- Diss. II de officiis hominis circa sensus externos (Leipzig, 1717)
- Diss. theol. de fundamento ecclesiae evangelicae unico claro, infallibili (Leipzig, 1717)
- Diss. an homines omnes ad studium logicae artificialis obligentur? (Leipzig, 1718)
- Diss. de sensu verborum Cohel. 7, 16. 17 (Leipzig, 1721)
- Diss. de eo, quod in judicandis aliorum vitiis rectum est (Leipzig, 1722)
- Erklärung der Bußtexte in Sachsen (Leipzig, 1722)
- Vernunft und Schrift (Leipzig, 1733)
- Progr. de methodo acroamatica in Theologia (Halle, 1738)
- Diss. XIII de fide in Jesum Christum (Halle, 1739)
- Comment. de Luca Evangelista medico (Halle, 1740)
- Diss. de autographorum biblicorum jactura ecclesiae minime noxia (Halle, 1741)
- Progr. baschale de mortuis tempore resurrectionis Christi resuscitatis (Halle, 1741)
- Progr. pentecostale de analogia inter pentecosten Veteris et Novi Testamenti (Halle, 1741)
- Progr. paschale de iis, qui aevo apostolico in Pauli epistolis obvii resurrectionem carnis negarunt (Halle, 1744)
- Progr. pentecostale de nexu sanctificationis cum justificatione (Halle, 1744)
- Progr. paschale expediens impedita in harmonia historiae resurrectionis Christi (Halle, 1747)
- Progr. pentecostale de Spiritu S. arrhabone (Halle, 1747)